# Funambulus palmarum
Funambulus palmarum — вид гризунів із родини Sciuridae, які в природі зустрічаються в Індії (на південь від Віндхії) та Шрі-Ланці. Наприкінці 19 століття пальмова білка була завезена на Мадагаскар, Реюньйон, Майотту, Коморські острови, Маврикій і Сейшельські острови. Близькоспоріднена п'ятисмугаста пальмова вивірка, F. pennantii, зустрічається в північній Індії, і її ареал частково збігається з цим видом.

## Морфологічна характеристика
Пальмова вивірка розміром приблизно з великого бурундука, її хвіст трохи коротший за тулуб. Спина сиво-сіро-коричневого кольору з трьома помітними білими смугами, які проходять від голови до хвоста. Дві зовнішні смуги проходять лише від передніх лап до задніх. У виду кремово-білий живіт і хвіст, вкритий довгим чорно-білим волоссям з вкрапленнями. Вуха малі, трикутні. Молоді вивірки мають значно світліше забарвлення, яке поступово темніє з віком. Альбінізм зустрічається рідко, але існує у цього виду.
Funambulus palmarum досягає довжини голови й тулуба приблизно від 14,6 до 15,0 сантиметрів і важить близько 100–120 грамів. Довжина хвоста становить від 14,7 до 15,8 сантиметрів.

## Спосіб життя
Він веде денний спосіб життя і переважно живе на деревах, але рідко сходить на землю. Тварини харчуються фруктами, горіхами, бруньками, паростками, корою, нектаром і комахами. У заповіднику дикої природи Point Calimere в Таміл Наду тварини використовують понад 50 різних рослин і харчуються, серед іншого, нектаром дерева Ceiba pentandra, яке може допомогти запилювати дерева. У пошуках їжі вони досліджують кору дерев, ймовірно, шукаючи комах.
Гнізда будують на гілках, вони круглі і нагадують пташині гнізда. Спілкування відбувається за допомогою високого свисту, який нагадує пташиний спів. Одним з головних хижаків є бенгальський філін (Bubo bengalensis).